# Campionati del mondo di atletica leggera indoor 1995 - 3000 metri piani femminili
I 3000 metri piani si sono tenuti l'11 marzo 1995 presso lo stadio Palau Sant Jordi di Barcellona.

## Risultati

### Batterie
Qualificazione: non c'è, le 14 atlete iscritte vanno direttamente in finale.

### Finale
| Record mondiale       | Elly van Hulst    | 8'33"82 | Budapest | 4 marzo 1989     |
| Record dei Campionati | Elly van Hulst    | 8'33"82 | Budapest | 4 marzo 1989     |
| Capolista stagionale  | Lyudmila Borisova | 8'56"72 | Berlino  | 10 febbraio 1995 |

Sabato 11 marzo 1995, ore 20:15.
| Pos.    | Corsia | Atleta                 | Età | Nazione       | Tempo    | Note                          |
| ------- | ------ | ---------------------- | --- | ------------- | -------- | ----------------------------- |
| Oro     | -      | Gabriela Szabó         | 19  | Romania       | 8'54"50  |                               |
| Argento | -      | Lynn Jennings          | 34  | Stati Uniti   | 8'55"23  |                               |
| Bronzo  | -      | Joan Nesbit            | 33  | Stati Uniti   | 8'56"08  | Miglior prestazione personale |
| 4       | -      | Elisa Rea              | 26  | Italia        | 8'56"21  | Miglior prestazione personale |
| 5       | -      | Lidiya Vasilevskaya    | 21  | Russia        | 8'58"28  | Miglior prestazione personale |
| 6       | -      | Marta Domínguez        | 19  | Spagna        | 9'01"79  | Record nazionale              |
| 7       | -      | Zahra Ouaziz           | 25  | Marocco       | 9'03"84  |                               |
| 8       | -      | Annette Sergent-Palluy | 32  | Francia       | 9'04"03  | Miglior prestazione personale |
| 9       | -      | Sinéad Delahunty       | 24  | Irlanda       | 9'04"16  |                               |
| 10      | -      | Marina Bastos          | 23  | Portogallo    | 9'16"19  |                               |
| 11      | -      | Sandra Córtez          | 26  | Bolivia       | 9'47"24  |                               |
| 12      | -      | Mariya Pantyukova      | 20  | Russia        | 9'51"61  |                               |
| 13      | -      | Gulsara Dadabayeva     | 18  | Tagikistan    | 10'41"43 |                               |
| 14      | -      | Kay Gooch              | 22  | Nuova Zelanda | dns      |                               |